# Luca Brasi
Luca Brasi er en fiktiv karakter, der optrådte første gang i Mario Puzos roman The Godfather fra 1969, og i filmatiseringen fra 1972. I filmen bliver han spillet af Lenny Montana, en tidligere wrestler og tidligere bodyguard for Colombo-familien.